# 24時間テレビ24 愛は地球を救う
24時間テレビ24「愛は地球を救う」（24じかんテレビ24「あいはちきゅうをすくう」 かぞくってなに…?）は、日本テレビ系列にて2001年8月18日（土曜日）18:30 - 8月19日（日曜日）19:58まで生放送された24回目となる『24時間テレビ』である。

## 概要
21世紀初の『24時間テレビ』。この回から放送時間を土曜18:30に繰り下げた。また、放送終了後の次番組も野球中継でなくなったため、終了時間を28分繰り下げた。
なお総合司会の徳光和夫は、6月に急性心筋梗塞の手術をして間もないため、体調を考え、土曜深夜から日曜昼まではみのもんたが代行した。

## 出演者

### 総合司会
- 徳光和夫
- 松本志のぶ（当時 日本テレビアナウンサー）
- みのもんた

### チャリティーパーソナリティー
- モーニング娘。

### 番組パーソナリティー
- 今田耕司

### スペシャルパーソナリティー
- えなりかずき

### チャリティーマラソンランナー
- 研ナオコ

### THE深夜もヒッパレ Club24
- 三宅裕司
- 中山秀征
- 赤坂泰彦
- 柴田倫世

## スタッフ
- 構成：関根清貴、川原慶太郎、高梨武志、北村安湖 / 圷紀子、阿部裕樹、有江俊亮（アリエシュンスケ）、石川由美、伊東雅司、遠藤佳三、大内道代、小原きみこ、川上伸一、木崎綾子、坂本あかね（坂本茜）、櫻井昭宏、桜井慎一、沢口義明、上下真三、鈴木重夫、富田洋司、新倉イワオ、林勢津子、村上知行、むらこし豪昭、森和盛、矢野義幸
- アートディレクター：浅葉克己

日本武道館
- - テクニカルディレクター：福王子貴之
  - スイッチャー：望月達史、木村博靖、小椋敏宏、角田洋子
  - カメラ︰松村興、水梨潤、戸田聖一郎、荻野高康、樋山恵、高野信彦、茅野竜徳、吉田健治、鈴木健司、佐藤裕司、木藤和久、安藤康一、宮崎和久、宇田川隆治、泉博司、葵由紀夫、田代義昭、大西正伸、飯山孫八、飯島元亮
  - 音声︰清水秀明、加賀金重郎、村上正、渡邊勇二、木田哲治、和泉田智志、杉本好造、大越克人、高木哲郎、赤沼一男、藤井勝彦
  - 調整︰青木健二、小熊透、神田洋介、落合俊輔、佐藤勝義、岩本公平、平野和宏、工藤久哉
  - 照明：高橋明宏、渡辺一成、北村裕司
  - 美術：久保玲子、塚越千恵、野村武司、米山幸市、柴崎武人、和田修吾、栗原寛享、中原晃一、本田恵子
  - マルチモニター映像：鈴木淳一、杉本憲隆、堀江昭子
  - TK・DSS：中村ひろ子、井﨑綾子、阿部直子、矢島由紀子、大岡伸江、桜井英美子、北須賀恵美、長谷川和美、田中彩
  - コーディネーター：内藤智子、光岡裕子、渡辺義人、加藤智康、福田浩一郎、植原佳世子
  - ステージング：土居甫
  - オーディオコーディネーター：鳥飼弘昌
  - 編曲：たかしまあきひこ、永作幸男、しかたたかし
  - 演奏：ガッシュアウト、東京音楽事務所
  - 手話コーラス隊：愛の小鳩事業団
  - コーラス：日本テレビタレントセンター / ミュージッククリエイション、フィジー
  - 歌唱指導：橋本賀代子
  - アシスタント：日本テレビイベントコンパニオン
  - ファックス：井原亮子、藤森和彦
  - フロアディレクター：舟澤謙二、長谷川賢一、杉岡士朗、竹田次彦、氣賀澤宏隆、平野進、高橋康之、高谷和男、渡辺卓郎、江成真二
  - ディレクター：南波昌人、瓜生健、環真吾、山崎大介、原司
  - プロデューサー：加藤晋也、神尾育代、佐藤俊二郎、佐藤俊一、瀬崎一世、日原直子

有名人100家族の笑顔
- - 音効：吉田比呂樹
  - ディレクター：米川昭吾、鈴木基之、丸山信也、滝田朋之、畑山あゆみ、浦田祐一郎、中村政洋
  - フロアーディレクター：内田功
  - プロデューサー：小森節子、松尾邦夫
  - 演出：松井昂史
  - 写真協力：株式会社マルベル
  - 技術協力：キヤノン販売株式会社
  - 映像協力：札幌テレビ放送株式会社、NHK

約束を忘れない!旅立ちのときコンサート
- - プロデューサー：松岡至
  - ディレクター：成田理
  - アシスタントプロデューサー：山子千鶴

目指せ10万人!!握手リレー
- - プロデューサー：大武智治、中山憲明
  - ディレクター：尾櫃秀樹

車椅子の女性 遠泳に挑戦
- - テクニカルディレクター：山本聡一、大久保龍二、本田達昭
  - カメラ：樋口英則、渡辺浩之、龍賢治
  - 音声：岡田一治
  - 美術：東谷武文
  - マイクロ：楠元英一、隈元久、村上和成
  - アシスタントプロデューサー：中田真紀、村川博
  - ディレクター：米澤敏克、長瀬久司、中川学、後藤隆一郎、笠原保志、真木健一郎、六車長治、川久保貴之、内田潔、大嶽一豪、平野真一
  - CVセンター：田川浩子、中澤洋貴
  - 回線コーディネーター：本間千映子、内山陽子
  - プロデューサー：竹村薫、井上誠一郎
  - 演出：松山和久
  - 協力：三角海上保安部、横浜サクラスイミング、龍ヶ岳町役場、田浦町役場、西日本シミズ、オーエックスエンジニアリング、アスリエダイビングクラブ、大岩泰文、松邨宏之

THE夜もヒッパレ Club24
- - TM：吾妻光良
  - 音声：古川誠一
  - 照明：阿部権治
  - 調整：菅谷典彦
  - 音効：村田好次
  - 音楽：小田敏文
  - TK：坂本幸子、伊佐次千恵子、関仁美
  - PA：辻直哉
  - クレーン：中村将直
  - ディレクター：佐藤正樹、田口雅治、千葉昭、川邊昭宏、徳竹陽介
  - アシスタントプロデューサー：高田優美
  - プロデューサー：津田誠
  - 演出：菅原正豊

家族になって!愛の生プロポーズ!!
- - テクニカルディレクター：森田恭章、河内繁
  - アシスタントプロデューサー：小坂真由美、羽村直子
  - ディレクター：鈴木守、石塚宏充、牛込剛、渡部祐一、佐藤伸一、高橋政光、内田浩
  - プロデューサー：小山伸一、神尾育代
  - 演出：福井宏

全国小学生対抗!背中渡り競争
- - テクニカルディレクター：清宏、熊倉正彦、白木良忠
  - スイッチャー：森田康司、西澤敏夫
  - カメラ：田村正己、上月正次、平田祐二
  - 音声：坂本秀樹、大内光正、能登原和之
  - 照明：細川登喜二、尾西信雄、田中順一郎
  - アシスタントプロデューサー：本多雅春、安田久美子、持留昭子
  - ディレクター：加納成人、柳川剛、加藤宏実、相馬信雄
  - プロデューサー：江尻直孝、安藤正臣、網島弘子、三村久弥

日産銀座ギャラリー
- - テクニカルディレクター：正井祥二郎
  - カメラ：諏訪勝
  - 音声：南雲長忠
  - 照明：四野宮伸恭
  - ディレクター：堀金澄彦、福田俊哉
  - 特別協賛：日産自動車

スポーツ女超人選手権
- - テクニカルディレクター：新名大作
  - カメラ：川上孝行
  - 音声：桑原博之
  - 調整：茂木方人
  - 照明：関仁
  - 音効：大谷敏夫
  - TK：西岡八生子、立石聖美
  - 美術：中原晃一、本田恵子、市村敬二
  - 運営：柏木美宏、後藤範之、土生直樹
  - Dサブ：鈴木祐一、鈴木啓祐
  - ディレクター：伊東修、高野子賢一、日比谷裕子、熊谷充史、池上昌志
  - 中継ディレクター：酒井基成、若月英宏、宮本修二、渡瀬慶吾、島田美帆、藤木一葉
  - プロデューサー：荻原伸之、高島良子、生田目瑞穂、小坂孝子
  - 演出：岩崎泰治

ヒーロー達の復活戦
- - スイッチャー：山本義治
  - ディレクター：下村忠文、若林愛美、井出雅之、守下雅也、小林拓也
  - 中継ディレクター：長島武郎、木戸弘士
  - プロデューサー：山田克也、菊澤敬一、菅沼和美
  - 演出：石田昌浩

三宅島イレブン・明日へのキックオフ!
- - ディレクター：岡野敬介、浅田さかえ
  - アシスタントプロデューサー：鈴木美枝子
  - プロデューサー：須沼望、近藤駿、関口拓
  - 演出：鈴木康正

笑点
- - テクニカルディレクター：蜂谷道雄
  - スイッチャー：今野克裕
  - 音声：日下部巌
  - 照明：徳武道博
  - 美術：磯村英俊、中原晃一
  - ディレクター：大畑仁
  - プロデューサー：鈴木雅人、飯田達哉

24時間番組告知
- - ディレクター：菅野明子、吉川修、石井玲、清野美紀、桜井紀子、山崎紫麻子、太田壯
  - プロデューサー：佐藤裕昭、松尾邦夫、井上啓子
  - 演出：佐藤栄記

盲目の20歳 キリマンジャロに挑戦
- - テクニカルディレクター：佐治佳一
  - スイッチャー：保刈寛之
  - カメラ：森木宏明、住幸憲、坂口王人
  - 音声：鴇田晴海、梅沢一樹、小澤太
  - 調整：井納吉一、宮崎要裕、飯島章夫
  - マイクロ：石井邦彦
  - コーディネーター：芹澤健一、佐々木孝之
  - ディレクター：高橋雅昭、鵜飼成巳、近藤創、石川明敏、中村英雄、高橋直樹
  - プロデューサー：中川幸美
  - 演出・プロデューサー：千野克彦
  - 協力：アルパインツアーサービス、KLMオランダ航空

K-1ジャパン アンディメモリアル試合
- - テクニカルディレクター：勝見明久
  - 中継ディレクター：稲垣眞一、市川浩崇
  - ディレクター：谷口欽也
  - 演出：高橋利之
  - プロデューサー：松本達夫、関巧

盲目のピアノ少年! 12歳で武道館コンサート
- - 音効：石橋裕司
  - ディレクター：石尾純、澤田隆昌
  - 演出・プロデューサー：古野千秋

がんばれ！車椅子のタッくん
- - プロデューサー：天笠ひろ美
  - ディレクター：卯目速人

養護施設の子供たち モー娘。と共演
- - ディレクター：川本良樹、安達敏春
  - プロデューサー：日向野明
  - 演出：林田竜一

義手で挑んだ 和太鼓の魂
- - ディレクター：南勝之、森健宜
  - アシスタントプロデューサー：平山美由紀
  - プロデューサー：須田薫

研ナオコ 24時間マラソン
- - テクニカルディレクター：赤池貞仁、平間良一、田村好彦、長野正次
  - カメラ：黒木貴博
  - 音声：長南聡子
  - VE：各務裕之
  - ドライバー：中村圭司、浅沼周
  - 照明：河合俊明
  - ヘリコプター：江頭恭二、村田義晴
  - マラソンコーディネーター：坂本雄次、坂秀一
  - 制作進行：石井希和、田口美和子、阿河朋子
  - ディレクター：小川明人、糸井聖一、前田直彦、高野透矢、山口博之、関和明、馬杉光、鈴木昌利
  - プロデューサー：小路丸哲也、川邊哲也
  - 演出・プロデューサー：大澤雅彦
- 美術：石附千秋
- 広報：高橋修之、薗田恭子
- ライツ：三木聖哲
- 音楽効果：小川彦一、村上義行、見浪史郎、吉田茂、鈴木勉、橋本いずみ
- テレシネ︰秋元乾太郎、渡邊公二、齋藤久志、菅井利江子、山田淳、桑原道則、星野正樹
- SDC・SOC︰安藤茂之、蔦佳樹、松本学、小川英一、佐藤健治
- CVセンター︰加藤加寿子、栗田文恵、鈴木慎一、植竹邦央
- 電話機械室︰山崎行雄、尾崎延雄、浅川彦四郎
- マスター︰鈴木康夫、杉本智哉、梶田昌史、須加知也
- CG：黒木遠志、山口大樹
- 営業：鬼頭直孝、北川俊介
- 編成：梅原幹、上田識喜
- 放送進行：有賀洋一郎、中野信、小林彩、高野尚子
- CM進行：濱崎泰彦、高松圭子
- 回線コーディネーター：川又志津、大友輝昭
- 技術テクニカルマネージャー：貫井克次郎
- 技術協力：日本テレビアート、NTV映像センター、日本テレビビデオ、コスモ・スペース、タムコ、共立、バンセイ、カスト、テレテック、千代田ビデオ、朝日航洋、日本有線テレビ、田中電気、明光セレクト、ジャパンテレビ、東京音研、日放、さがみエンヂニアリング、MIDGET、日本テレビワーク24、トムキャット、三穂電機、カラーテック、日本テレビ映像、東京舞台照明、沖縄映像センター、キャニットG
- 制作協力：日企、NCV、創輝、ジッピー、モスキート、ザ・ワークス、アガサス、オン・エアー、ZION、えすと、安寿、ユニオン映画、マイ・プラン、いまじん、翔テレビジョン、CRネクサス、IVSテレビ制作、アンメック、イースト、翔北、エキスプレス、ハウフルス、エフ・プロジェクト、デザインウエスト、ブロンコス、DNP、メディアオーパス、オフィスてら、エーワン、5年D組、ランナーズウェルネス、リュウ・エンタープライズ、NTV映像センター、日本テレビエンタープライズ
- 「24時間テレビ」チャリティー委員会事務局：武井英彦 / 伊藤喜三郎、広沢みどり、稲田正子、鈴木恒男、中島尚子、池田裕美 / 全国のボランティアの皆さん、ボランティア東京委員会、草の根チャリティーネットワーク
- 警備本部：酒井武、齊藤英男、高島修 / 奴賀正美
- 制作本部：増田一穂、進藤卓

Kサブ放送本部
- - テクニカルディレクター：土屋隆
  - マイクロテクニカルディレクター：鎌倉和由
  - スイッチャー：今泉雅晴、遠藤裕二、滝沢壮治、江村多加司、小林宏義
  - 調整：竹本司、吉田亘、島村隆宏、時松淳一
  - 音声：山口裕司、大竹弘一、川合亮、河合英明、鈴木詳司、笹川秀男
  - TK・DSS：居波初子、山沢啓子、柏木梨佐、長坂真由美、赤﨑洋子、山本美衣、三留弘美、田中綾、石黒好美
  - 回線コーディネーター：岩佐直樹、吉田絵、上田知洋、森俊憲、作本俊彦、江森隆、中原芳
  - 回線：徳丸郁
  - ディレクター：納富隆治、横山裕康、脇山浩一、伴在正行、上野真二
- 制作進行：川上トリオ、熊谷春香、内田絵里奈
- 全体進行：東原祐子、斉藤寿
- エグゼクティブディレクター：神戸文彦、吉岡正敏
- 演出：尾髙賢哉
- プロデューサー：寺内壯、村手武治、福地聡、藤井淳、福士睦、北條伸樹、松本浩明
- 総合演出：佐藤一
- 演出・プロデュース：髙木章雄
- チーフプロデューサー：城朋子
- 制作指揮：福島真平
- 製作著作：日本テレビ